# パテート・ラーオ

パテート・ラーオの旗

パテート・ラーオ（ラーオ語:ປະເທດລາວ、ラテン文字転写:Pathet Lao）は、1950年代から1970年代にかけてのラオスにおける共産主義革命勢力。パテト・ラオとも表記される。

## 概要

### ラオ・イサラ
第二次世界大戦後、ラオスではレジスタンス組織ラオ・イサラ（自由ラオス）が結成され、1945年10月に臨時政府を樹立した。その後、この政府はフランス軍のラオス制圧を受けてタイ王国に亡命した。1949年にラオス王国がフランス連合内の協同国として成立するが、外交権や防衛権は与えられなかった。

### ネオ・ラオ・イサラ
亡命政府の一部はフランスに懐柔されラオス王国に協力したが、これに妥協しない旧ラオ・イラサの左派勢力は、ベトミンおよびインドシナ共産党に触発され、スパーヌウォン王子およびインドシナ共産党のカイソーン・ポムウィハーンを主導者として、1950年8月に「ネオ・ラオ・イサラ」(Neo Lao Issara、ラオス自由戦線) を組織し、反仏闘争を続けた。

### パテト・ラオ
1953年、ネオ・ラオ・イサラの戦闘部隊であった「パテト・ラオ」は、ベトミンと協力してラオス北西部を支配下に置いた。南部では、ボロベン高原を中心とするアッタプー、サーラワンなどで現地族長オンケオ、シートン・コマダンらのパテト・ラオ指導者が長く抗戦した。初期のパテト・ラオでは、まだ平地ラオス人でなくより重い税支配を受けた高地少数民族が中核をなしていた。
1954年、ジュネーヴ協定のラオス条項により、ラオスから外国軍は撤退。パテト・ラオは、自由選挙の確約を得るかわりに、中南部10省から撤収し北部2省に集結させられ、国際休戦監視委員会が停戦監視のために設置された。

### ネオ・ラオ・ハク・サット
1956年1月、ネオ・ラオ・イサラは「ネオ・ラオ・ハク・サット」(Neo Lao Hak Sat、ラオス愛国戦線) に改称、1957年にはラオス王国政府との統一政府樹立宣言を行い、ネーオ・ラーオ・ハク・サートの戦闘部隊であるパテート・ラーオは王国軍に編入された。
1958年、サムヌア、ポンサーリーで補欠選挙が行われ、21議席のうち9議席と4議席は、ラオス愛国戦線とその同盟党である平和中立党が獲得した。スパーヌウォンは全立候補者のうちトップの得票数を得た。これはパテト・ラオが参加した唯一の選挙であった。

### ラオス内戦
その後、親米右派のサナニコン政権はラオス愛国戦線の政治家を追放・弾圧したため、王国軍に帰属していたパテト・ラオ派の兵士が相次いで集団脱走するという事態にいたり、1959年にはパテト・ラオ軍とポウミ・ノサヴァン率いる王国軍の間でラオス内戦に突入。当時のチャンパサク家のブン・ウム国防相によれば反乱軍が最もはびこっていたのは南部のボロベン高原、アッタプー、パークセーだった。1960年には中立派がクーデターを起こし、3派による内戦が勃発。

### ベトナム戦争
1960年代半ばからアメリカと南北ベトナムが介入、アメリカ軍は山間のホーチミンルートおよび平地のパテト・ラオ支配地域を猛爆し、内戦はさらに拡大、激化する。この時爆撃で使用されたクラスター爆弾の多くが不発弾化し、現在まで田畑と村落部に残る。
1970年3月21日、北部サムトン付近で政府軍を攻撃。この政府軍にはタイ陸軍の砲兵大隊が支援のため加わっており、パテト・ラオは多数のタイ軍兵士を殺害したと発表した。一方、タイ側は兵士を派遣していることを否定したため、国際問題化は避けられた。
1971年末には王国軍に対しパテト・ラオと中立派軍が軍事的に優勢となる。
1973年、ラオス和平協定が成立、アメリカ軍はベトナムから撤退し、パテト・ラオの軍事的優位が高まる。
1974年三派連合によるラオス民族連合が成立。1975年にはサイゴンが陥落、首都ヴィエンチャンでは2万名規模の反右派住民デモが起こり、鉾先を向けられた右派閣僚が政権を離脱。王国軍は武装解除ののち解散されパテト・ラオと中立派の軍はビエンチャンに至るルートに配置された。同年12月、連合政府は王政を廃止し、ラオス人民民主共和国を成立させた。
その後、中立派軍を吸収しラオス国家建設戦線と改称したが、外国では現在でもこの名称が使われている。